# رشدي العظمة
رشدي العظمة هو الشيخ رشدي بن جميل بن ياسين بن يحيى بيك بن سعيد آل العظمة. 
شغل الشيخ رشدي العظمة منصب أمين العاصمة المقدسة ما بين عامي (1372هـ - 1375هـ)، ثم صار عضواً في مجلس الشورى السعودي في عهد الملك فيصل بن عبد العزيز.
قدم جده الأعلى يحيى بيك العظمة من دمشق واستقر بمكة المكرمة مع إبنه ياسين، وكان كثير السفر يتردد بين الشام والحجاز إلى أن توفي في مكة المكرمة. عين الشريف الحسين بن علي إبنه ياسين بن يحي العظمة عضوا بالمجلس البلدي بمكة المكرمة إلى وفاته.